# Lothar von Seebach

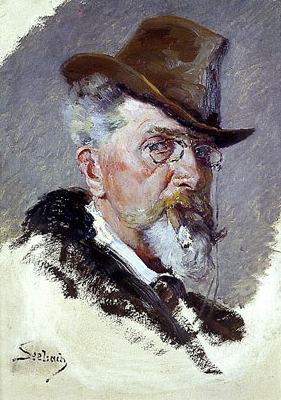
Selbstbildnis Lothar von Seebachs

Lothar von Seebach (* 26. März 1853 in Fessenbach im Schwarzwald; † 23. September 1930 in Straßburg, Frankreich) war ein deutsch-französischer Maler und Radierer.

## Leben
Freiherr Lothar von Seebach stammte aus dem alten thüringischen Adelsgeschlecht derer von Seebach. Im Alter von 19 Jahren begann er ein Kunststudium an der Akademie Karlsruhe. 1875 folgte er seinen Eltern in das erst seit kurzem zum deutschen Reich gehörende Straßburg, wohin der Vater nach dem Ende des Deutsch-Französischen Krieges als Offizier gegangen war.
In den folgenden 25 Jahren unternahm er Studienreisen nach England, Berlin und Paris, wo er von den Fauves beeinflusst wurde. Angebote von Professuren in Karlsruhe und Straßburg lehnte er ab. Er blieb in seiner zweiten Heimat Straßburg auch nachdem es wieder französisch geworden war. Seine Bilder haben zum Teil deutsche, zum Teil französische Titel, da er sich auch in der französischen Kunstszene etabliert hatte. Er war Mitglied in der Künstlergruppe Cercle de Saint-Léonard. 1921 verließ er Straßburg und hielt sich seither am Bodensee und in Frankfurt am Main auf. Dann lebte er bei seinem Bruder in Fessenbach. Später kehrte er allerdings nach Straßburg  zurück.
In Robertsau, im Norden von Straßburg ist eine Straße nach ihm benannt. Im Jahr 2000 wurde an seinem Geburtshaus in Fessenbach eine Gedenkplakette angebracht.

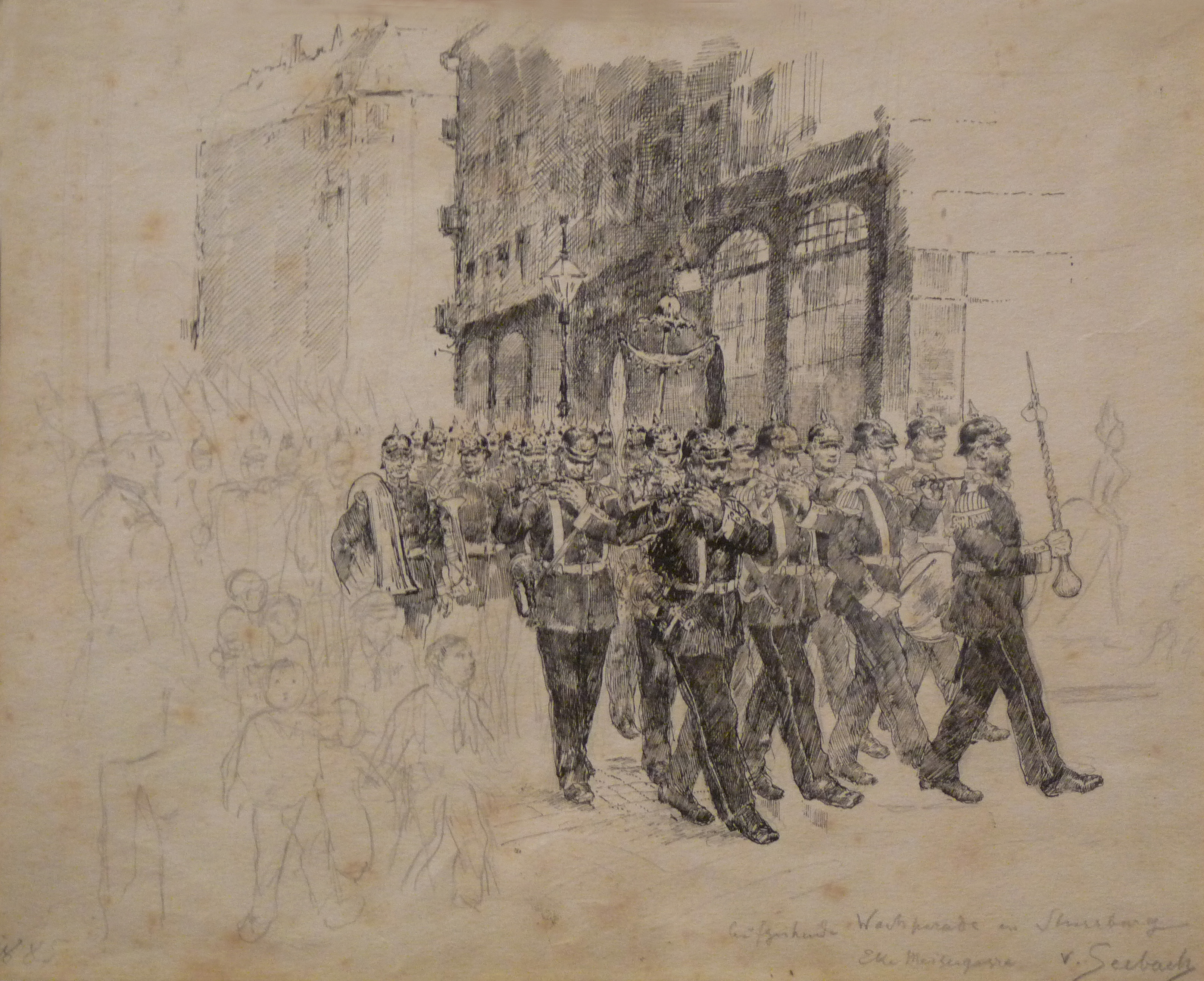
Wachparade in der Meisengasse
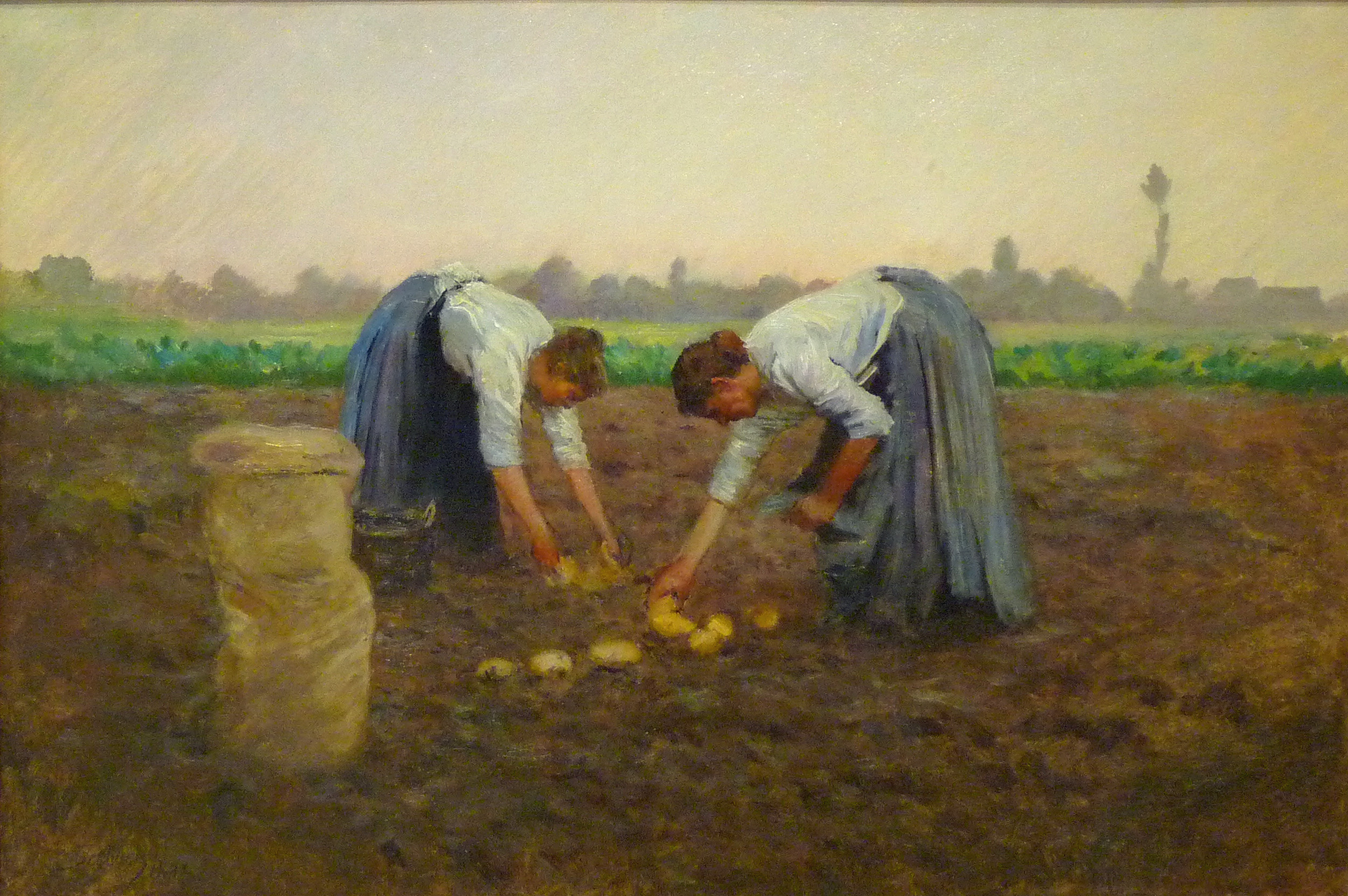
Kartoffelernte
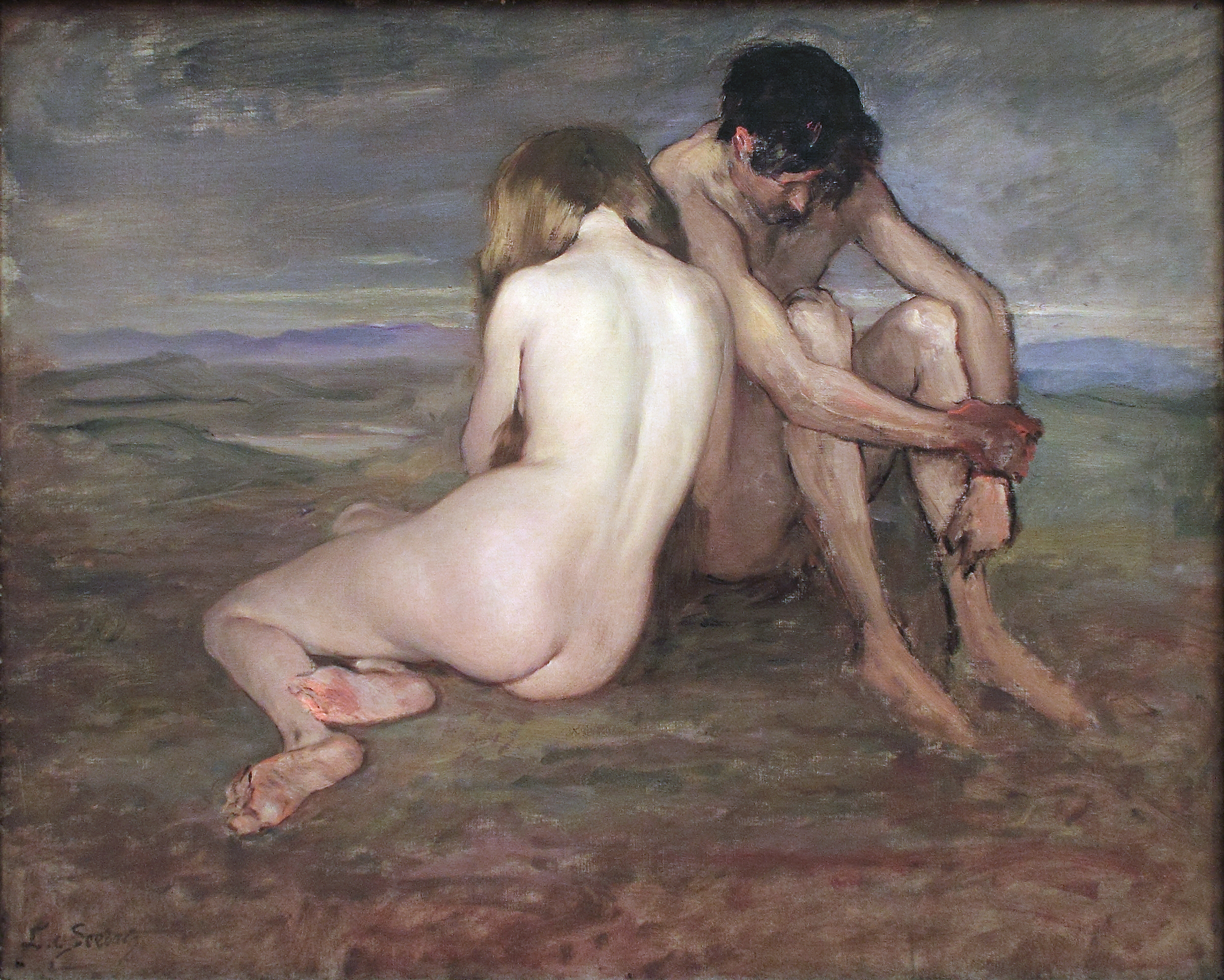
Adam und Eva
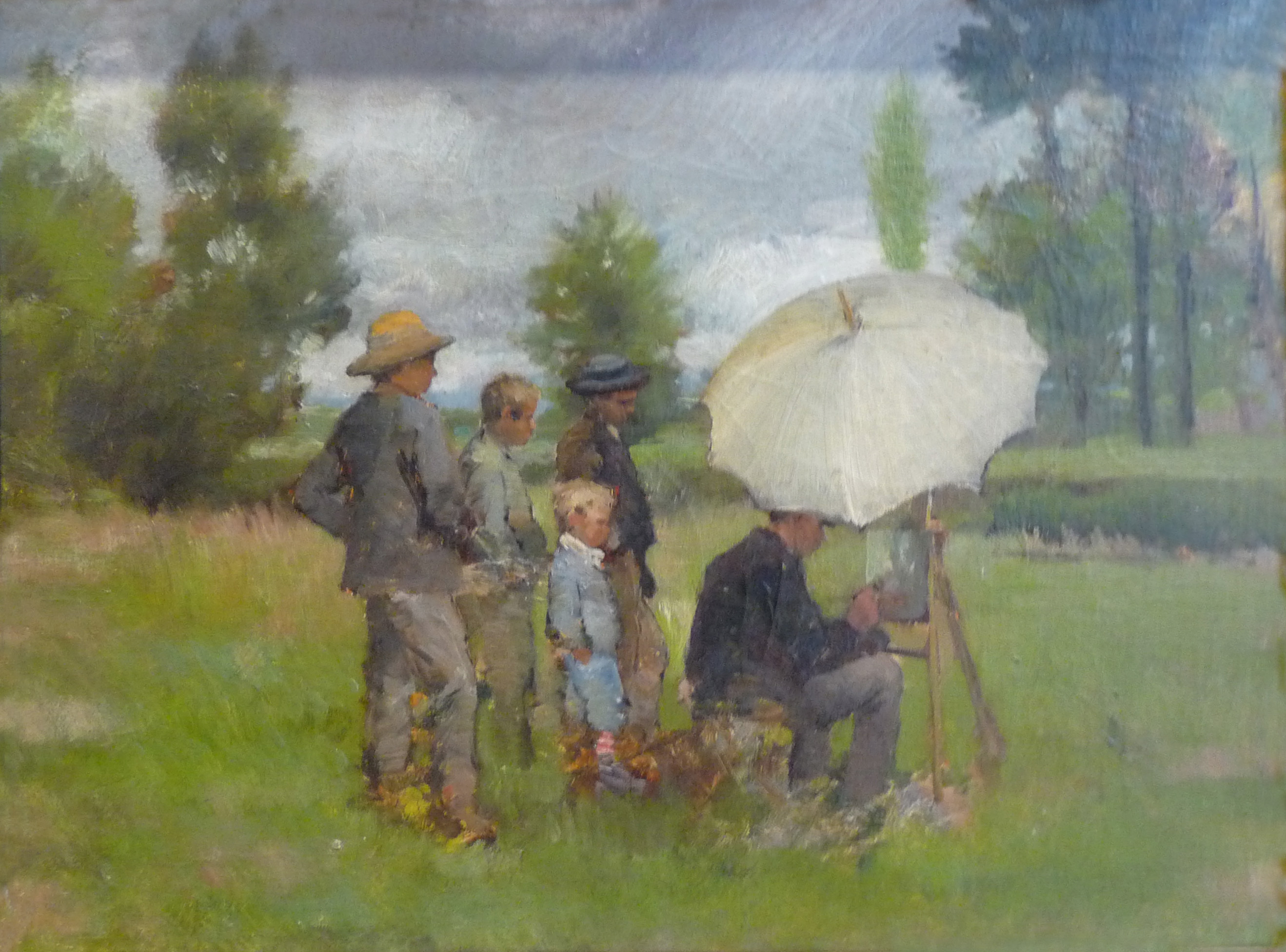
Der Maler im Freien
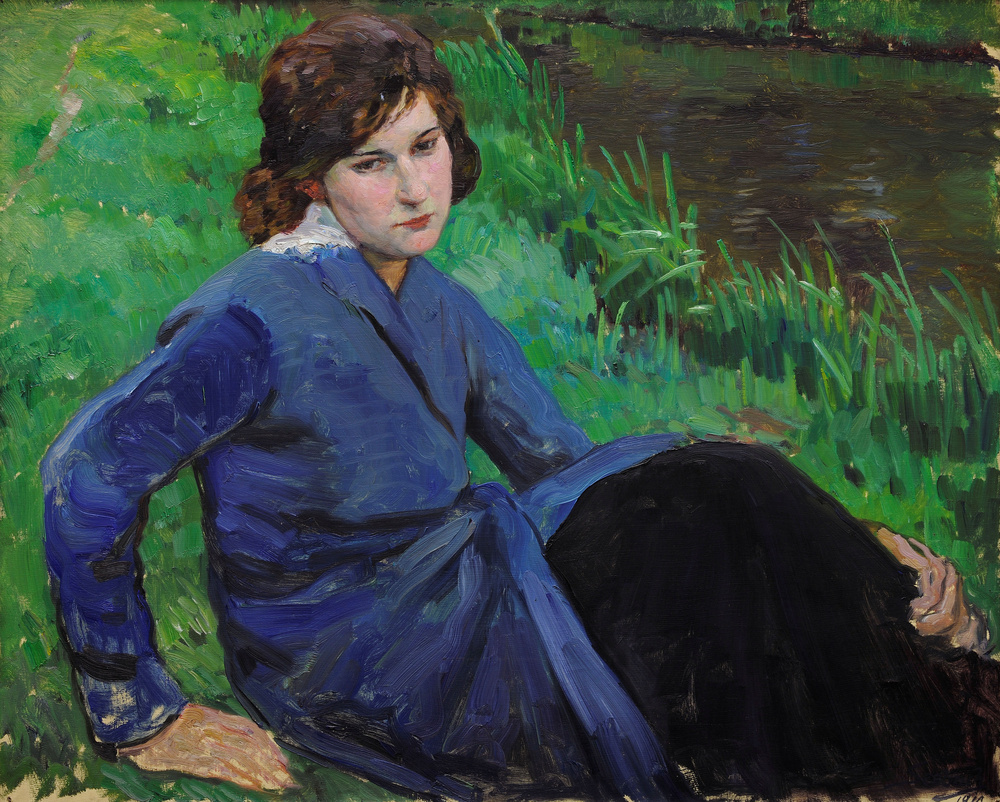
„S’uschénie“ (Alemannisch: „Eugenie“)